# Yohan Lasimant
Yohann Lasimant Thomas Paul (Besançon, 1989. szeptember 4. –) francia labdarúgó, jelenleg az Leyton Orient FC középpályása.

## Pályafutása
2013. február 15-e óta az Egri FC labdarúgója, szerződése 2013. június 30-ig érvényes.

## Fordítás
Ez a szócikk részben vagy egészben  a   Yohan Lasimant című angol Wikipédia-szócikk ezen változatának fordításán alapul.  Az eredeti cikk szerkesztőit annak laptörténete sorolja fel. Ez a jelzés csupán a megfogalmazás eredetét és a szerzői jogokat jelzi, nem szolgál a cikkben szereplő információk forrásmegjelöléseként.